# Seam
Seam (deutsch: Saum) war ein englisches Gewichtsmaß (Getreidemaß) für trockene Waren, insbesondere Malz, Salz und Glas.
Die Maßkette war 
- 1 Seam/Quarter = 2 Cornock = 4 Strikes = 8 Bushel = 32 Pecks = 64 Gallone = 128 Bottles = 256 Quarts = 512 Pints = 14.408 Pariser Kubikzoll[1]
- Als Volumen war 1 Quarter = 2,9078 Hektoliter[2]
- Malzgewicht 1 Seam = 1 Quarter = 8 Bushel
- Glasgewicht 1 Seam = 24 Stones/Stein = 120 Pfund (Avoirdupois)
  - 1 Stone = 2268 Gramm
  - 24 Stone = 54,432 Kilogramm[3]

Bei Salz wich das Bushel (1801 Pariser Kubikzoll) ab, denn man unterschied gestoßenes Salz und Salz in Stücken.
- Salzgewicht 1 Seam = 8 Bushel